# Brad Fittler

a Compétitions nationales et continentales officielles uniquement.

b Matchs officiels uniquement.
Brad  Fittler (né le 5 février 1972) est un ancien joueur international australien de rugby à XIII. Il a évolué sous les couleurs des Penrith Panthers et Sydney Roosters dans le championnat australien qu'il remporte deux fois, en 1991 et en 2002. Il a disputé les State of Origin avec l'équipe de Nouvelle-Galles du Sud, dont il a été le capitaine. En 2000, il est élu meilleur joueur du monde en s'octroyant le Golden Boot Award et gagne la même année la coupe du monde avec la sélection australienne (il dispute trois coupes du monde : 1992, 1995 et 2000). Il prend sa retraite en 2004 et est toujours le joueur le plus cappé de l'équipe de Nouvelle-Galles du Sud. De 2007 à 2009, il est l'entraîneur des Sydney Roosters.

## Palmarès

### En tant que joueur
- Collectif :
  - Vainqueur de la Coupe du monde : 1992, 1995 et 2000 (Australie).
  - Vainqueur du State of Origin : 1990, 1992, 1993, 1994, 1996, 2000 et 2004 (Nouvelle-Galles du Sud).
  - Vainqueur du World Club Challenge : 2003 (Sydney Roosters).
  - Vainqueur de la National Rugby League : 1991 (Penrith) et 2002 (Sydney Roosters).
  - Finaliste de la National Rugby League : 1990 (Penrith), 2000, 2003 et 2004 (Sydney Roosters).

- Individuel : 
  - Élu Golden Boot  : 2000.

### En tant qu'entraîneur
- Collectif :
  - Vainqueur du State of Origin : 2021 (Nouvelle-Galles du Sud).